# Phalaris (tyran)
Pour les articles homonymes, voir Phalaris.
Phalaris (en grec ancien Φάλαρις) était un tyran d'Acragas, en Sicile (vers 570 – 555 avant notre ère). Il assura la prospérité de sa ville. Il prit le pouvoir avec une telle cruauté qu'il a laissé la légende du taureau d'airain dans lequel il faisait rôtir ses victimes.

## Histoire
On ne sait à peu près rien de Phalaris. Fils de Léodamas, il est originaire de l'île d'Astypalée ou de la cité de Crète du même nom, et s'en serait fait bannir.
Il aurait, selon Aristote, géré une magistrature importante avant de confisquer le pouvoir à son profit, indication confirmée par les discours fictifs que lui prête Lucien de Samosate. Phalaris fut chargé de construire le Temple de Zeus Polieus ou Atabyrios à Acragas. Lors d'une fête publique, il arma les ouvriers et les esclaves, qui massacrèrent les citoyens, et s'autoproclama despote.
Sous son règne, la ville devint très prospère. Il fit arriver l'eau dans la cité, construisit de jolis bâtiments et l’entoura de grands murs. Sur la côte ouest de l'île, le peuple d'Himère l’élut général et lui donna les pouvoirs absolus, en dépit des avertissements du poète Stésichore. Selon la Souda, il parvint à se proclamer maître de toute l'île.
À la fin, il fut renversé à la suite d'une insurrection menée par Télémachus, l’ancêtre de Théron d'Acragas. Selon Valère Maxime, il fut lapidé par son peuple, qui le fit brûler dans son propre taureau d'airain.

Phalaris était renommé pour son excessive cruauté. Le cannibalisme figurait parmi ses atrocités présumées : on disait qu'il mangeait des bébés qui tétaient encore le sein de leur mère.[réf. nécessaire] L'histoire du taureau de Phalaris, peut-être enjolivée avec le temps, est devenue le symbole même de l'arbitraire et de la cruauté de la tyrannie. Dans son taureau d'airain, inventé par Perillos d'Athènes, les victimes du tyran étaient enfermées et grillées vivantes par un feu allumé en dessous. Leurs cris perçants rappelaient à Phalaris les mugissements du taureau. La légende dit que le sculpteur Perillos fut la première victime de sa propre invention : 

« Pérille s'adressa à lui, et lui offrit un taureau d'airain auquel le feu mis dessous, rôtissait les pauvres patients qu'on y enfermait. Mais par le commandement du Tyran, ce gentil ouvrier porta premier la peine du tourment qu'il voulait faire aux autres endurer. Le peuple aussi ne pouvant plus souffrir la trop inhumaine cruauté de Phalaris, lui courut après, l'ayant enclos dans ce taureau, après lui avoir premièrement coupé la langue, lui firent tout vif consommer les derniers jours de sa vie. »

— Maurice de La Porte, Les Épithètes, 1571.
L'histoire du taureau ne peut pas être considérée comme une pure invention. Pindare, qui a vécu moins d'un siècle après les faits, associa expressément cet instrument de torture au nom du tyran.
Le taureau d'airain d'Agrigente aurait été emmené à Carthage lors de la prise de la ville par les Carthaginois. Il aurait été pris plus tard par Scipion l'Africain et rendu à Agrigente vers 200. Il est plus probable que ce soit Scipion Émilien qui rendit le taureau et d'autres œuvres d'art volées à leurs villes d'origine en Sicile, après avoir totalement détruit Carthage vers 146, qui marqua la fin de la troisième guerre punique.